# FreeText
Freetext est un prototype de logiciel d'application (basé sur le XML) visant l'enseignement du français comme langue étrangère, via un processus complet d'enseignement de la langue assisté par ordinateur (ELAO).
Il s'appuie sur les technologies de l'information et de la communication (TIC), éventuellement en ligne, c'est-à-dire en utilisant l'Internet de manière interactive (via le « Web 2.0 »).

## Histoire
Il a été créé de 2000 à 2003 par un consortium scientifique et pédagogique associant 4 pays européens.
Ce projet était financièrement soutenu par la Commission européenne,, avec un volet suisse soutenu financièrement par l'Office fédéral de l'éducation et de la science.

## Principes
Ce logiciel contient notamment :
- un dictionnaire automatique électronique de nouvelle génération[4] ;
- une grammaire spécifique ;
- un synthétiseur vocal ;
- un visualiseur de phrase ;
- un système d'analyse syntaxique[5]
- un système de diagnostic des erreurs ;
- un système de correction

## Le diagnostic d'erreurs
Le diagnostic est un élément logiciel particulièrement important dans ce type de projet. Il doit être précis et tirer parti du contexte, un peu comme le diagnostic différentiel en médecine.
Il a été au cœur du projet FeeText. Il repose ici sur l'étude d'un corpus d'apprenant dit « FRIDA » qui a permis d'identifier, analyser et catégoriser les erreurs commises par les apprenants ; ces erreurs ont été codées par domaine d'erreur (syntaxe, orthographe, prononciation, forme, etc.), par type d’erreur (genre, diacritique, homophonie, etc.) et par catégorie lexicale.
Le processus de diagnostic de Freetext repose sur un analyseur : FIPS 

## Le système decorrection
Il est également essentiel et directement dépendant de l'efficacité du processus de repérage des erreurs.
Il s'appuie sur une base de données incluant des centaines de milliers de mots pour lesquels les erreurs sont associées à un contexte particulier, ce qui permet de la part du logiciel et/ou de l'enseignant/apprenant qui l'utilisent des feedbacks immédiats, notamment de la part du logiciel vers l'apprenant.
FreeText peut ainsi cibler les éléments de la langue les plus difficiles à apprendre ; en lien avec le système qui diagnostique les erreurs.

## Un logiciel ouvert
Ce logiciel accepte des textes et exercices libres, choisis par l'apprenant, ainsi qu'introduit par l'enseignant.

## Limites, enjeux et perspectives
Ce sont ceux de l'enseignement de la langue assisté par ordinateur (ELAO) en général, mais avec ici au service de l'enseignement du français dans le monde et avec des enjeux propres à la culture française et à la francophonie.
Dans les années 2000 on ne peut pas encore parler d'intelligence artificielle dans ce domaine (enseignement des langues) qui reste très complexe, mais dans un monde où le média informatisé tend à devenir omniprésent, certains espèrent aussi rendre rapidement plus agréable, et aussi plus « personnalisé » l'enseignement du français, langue réputée riche en nuances, mais assez complexe.

### Prospective
De nombreux prospectivistes et auteurs estiment que ce type de logiciels pourrait encore profiter des progrès rapides de la reconnaissance vocale et de la reconnaissance de motifs syntaxiques, et de la synthèse vocale), ainsi que du traitement automatique du langage naturel (traitement automatique du langage naturel ou TALN), mais aussi des neurosciences, des sciences du langage et de la pédagogie.
Les avancées de ce type de logiciels devraient aussi faire progresser la traductologie, et en particulier les logiciels de traduction automatique, et inversement.
Des perspectives sont ainsi également ouvertes pour améliorer :
- l'enseignement du vieux français, éventuellement dans un esprit d'Enseignement conjoint des langues anciennes, avec le latin et le grec notamment ;
- l'enseignement du vocabulaire et des concepts scientifiques et techniques, dans la langue française, par exemple pour une discipline spécialisée ou scientifique semi-généraliste (ex : Enseignement du français dans les classes préparatoires aux grandes écoles scientifiques ;
- des techniques de diminution de 'attrition des langues (oubli normal d'une seconde langue insuffisamment pratiquée).